# 礁溪 (新北市)
礁溪，是臺灣新北市三峽區的一個地名，位於該區西北部，即三峽祖師廟隔三峽河的對岸一帶。以行政區而言，範圍大致包括礁溪里、安溪里、中正里、介壽里。

## 歷史
台灣清治末期，礁溪地區為一街庄，稱為「礁溪庄」，隸屬於海山堡。該庄昔日西與北隔三峽河與大埔庄、蔴園庄、八張庄、三角湧庄、公館後庄、劉厝埔庄為界，東邊為橫溪庄、南邊為蕃地、十三添庄。
1901年（日治明治三十四年）11月，該庄隸屬於桃園廳，編入第十九區。1905年（明治三十八年）7月，第十九區改稱「三角湧區」。1920年（大正九年），該庄改制為「礁溪」大字，隸屬於臺北州海山郡三峽街。
戰後三峽街改制為三峽鎮，隸屬於臺北縣，大字亦改制為里。2010年12月，臺北縣升格為新北市，三峽鎮改制為三峽區。

## 交通
省道台3線（介壽路一段、中正路一段及二段）經過礁溪地區北部及西北部，往西南可前往大溪、龍潭、關西等地；往東北可前往土城、板橋、臺北等地。
市道110號（介壽路一段）是連絡大園、新店的道路，大致以橫向經過本地區北部，其中中正路一段路口以東路段與省道台3線共線。由該道路往西可前往三峽市區、鶯歌、八德、桃園、大園等地，往東可前往新店。

## 學校
- 安溪國中
- 安溪國小
- 介壽國小